# Ligne jaune du métro de Montréal
 (octobre 2022).
Si vous disposez d'ouvrages ou d'articles de référence ou si vous connaissez des sites web de qualité traitant du thème abordé ici, merci de compléter l'article en donnant les références utiles à sa vérifiabilité et en les liant à la section « Notes et références ».
Pour les articles homonymes, voir Ligne jaune et Ligne 4.
La ligne jaune (ou ligne 4) est une des quatre lignes du métro de Montréal. 
La ligne comporte trois stations et traverse le fleuve Saint-Laurent entre l'île de Montréal et Longueuil, en desservant l'île Saint-Hélène où se trouve le parc Jean-Drapeau. 
La ligne jaune fit part du réseau initial de 1966 et est restée inchangée à ce jour, mis à part le nom des stations qui ont tous changé depuis son inauguration.

## Histoire
La construction d'une ligne traversant le Saint-Laurent pour desservir Longueuil n'était pas jugée prioritaire dans le réseau de métro projeté en 1962. Après les lignes verte et orange, la ville de Montréal envisageait plutôt de construire une ligne 3 réutilisant la ligne des Deux-Montagnes. Cependant l'enlisement des négociations avec le Canadien National, propriétaire de la ligne, va repousser le projet de ligne 3. Au même moment, Montréal est designée hôte de l'Expo 67 et la création d'une ligne de métro s'impose pour desservir le site de l'événement sur les îles Saint-Hélène et Notre-Dame, rendant la ligne 4 prioritaire,.
Dans les plans originaux, une station était prévue entre les stations Jean Drapeau et Longueuil-Université-de-Sherbrooke. Cette station intermédiaire devait s'appeler Île-Notre-Dame et devait se situer sur l'île du même nom en face du Pavillon de la Tunisie. Le projet a été abandonné à cause de sa trop grande proximité avec la station Jean-Drapeau et du chenal Le Moyne qui constituait un obstacle[réf. nécessaire].
La ligne est la plus profonde du réseau, avec un point bas situé à 54 m sous la surface au niveau de la rue Notre-Dame. Le passage sous le Saint-Laurent se situe à 20 m sous le niveau de l'eau. La station Berri-UQAM est construite en souterrain sous la rue Saint-Denis, en dessous des lignes verte et orange. En revanche les stations Jean-Drapeau et Longueuil-Université-de-Montréal sont construites en tranchée couverte proche de la surface.
La ligne jaune est inaugurée le 31 mars 1967 par le maire Jean Drapeau, dans les délais pour le lancement de l'Expo 67 qui s'ouvre le 28 avril suivant. 130 millions de voyageurs l'empruntent durant cette première année.

## Liste des stations
| Station                                                         | Inauguration                                                         | Odonyme                                   | Origine du nom                                                                                |
| --------------------------------------------------------------- | -------------------------------------------------------------------- | ----------------------------------------- | --------------------------------------------------------------------------------------------- |
| Berri-UQAM ligne verte ligne orange Gare d'autocars de Montréal | 28 avril 1967 (ligne jaune) 14 octobre 1966 (lignes verte et orange) | Rue Berri Université du Québec à Montréal | Rue Berri Université du Québec à Montréal                                                     |
| Jean-Drapeau Ancien nom : Île Sainte-Hélène                     | 28 avril 1967                                                        | Parc Jean-Drapeau                         | Jean Drapeau, ancien maire de Montréal                                                        |
| Longueuil–Université-de-Sherbrooke Terminus Longueuil           | 28 avril 1967                                                        | Longueuil Université de Sherbrooke        | Longueuil, ville de la Rive-Sud de Montréal Campus de Longueuil de l'Université de Sherbrooke |

## Tracé
| Ligne 4 - jaune Berri-UQAM Jean-Drapeau Longueuil–Université-de-Sherbrooke |

## Perspectives

### Prolongement à Longueuil
En 2009, un protocole d'entente concernant le métro a été signé par les maires de Montréal, de Laval et de Longueuil. Ce protocole ayant pour vocation d'être remis au gouvernement du Québec prévoit de nombreux projets dont un de prolongement de la ligne jaune du métro jusqu'au Chemin de la Savane à Longueuil. Les études de ce projet, considéré comme prioritaire par la communauté métropolitaine de Montréal, sont réalisées entre 2011 et 2020.
La ligne serait allongée de six stations jusqu'au boulevard Jacques-Cartier est, en passant par le boulevard Roland-Terrien. Ce prolongement serait le premier de la ligne, qui n'a quasiment pas changée depuis le 28 avril 1967. Aucune date d'ouverture n'est prévue, et les noms et les intersections sont provisoires.
| Noms                       | Provenance des noms                        | Intersections |
| -------------------------- | ------------------------------------------ | --- |
| Pointe-de-la-Voie-Maritime | La pointe de la Voie Maritime de Longueuil | Proche de l'Autoroute René-Lévesque (Autoroute 132), de la rue du Bord-de-l'Eau ouest et de la Marina Port de Plaisance Réal-Bouvier Montréal (?) |
| Vieux-Longueuil            | Quartier du Vieux-Longueuil                | Proche du Parc St. Mark à l'intersection des rues St-Sylvestre et Saint-Charles ouest (?)                                                         |
| D'Auvergne                 | Rue D'Auvergne                             | Proche des rues Saint-Charles ouest et D'Auvergne. (?)                                                                                            |
| Rolland-Terrien            | Boulevard Rolland-Terrien                  | Proche de boulevard Rolland-Terrien et de la rue de Gentilly E. (?)                                                                               |
| Curé-Poirier               | Boulevard Curé-Poirier est                 | Proche des boulevards Rolland-Terrien et Curé-Poirier est (?)                                                                                     |
| Jacques-Cartier            | Boulevard Jacques-Cartier est              | Proche des boulevards Rolland-Terrien et Jacques-Cartier est (?)                                                                                  |

### Prolongement à McGill
Un prolongement depuis Berri UQAM vers la station McGill est régulièrement évoqué afin de décongestionner la portion la plus achalandée de la ligne verte. Cette extension pourrait être realisée en lien avec le prolongement à Longueuil car l'afflux de nouveau passagers conduirait à terme à la saturation des quais de la ligne verte à Berri UQAM. Une station intermédiaire est proposée au niveau du boulevard Saint-Laurent.